# 惠来县苏维埃政府旧址
惠来县苏维埃政府旧址，位于中华人民共和国广东省揭阳市惠来县惠城镇盐岭村，为惠来县的一个县级文物保护单位，类型为近现代重要史迹及代表性建筑，公布时间为1979年4月。
1928年1月，中共东江特委组织年关起义，3月攻占惠来县后成立惠来县苏维埃政府。1929年苏维埃政府转移到盐岭村的老仑洞。老仑洞是一座天然石洞，深达百余米。